# Pit Maravič
Piter Pres Maravič (engl. Peter Press Maravich; 22. jun 1947 — 5. januar 1988) bio je američki košarkaš srpskog porekla. Poznat je po svojim neverovatnim šuterskim sposobnostima, kreativnim asistencijama i vrtoglavim baratanjem loptom i driblinzima. Takođe je poznat i kao „Pištolj Pit“ (engl. Pistol Pete). Započeo je sa igrom u koledžu i nastavio u tri NBA tima. Maravič je još uvek vodeći na listi šutera svih vremena NCAA lige, sa prosečnim učinkom od zapanjujućih 44,2 poena po utakmici, bez olakšice u vidu šuta za tri poena, koja u to vreme nije postojala.

## Rana mladost
Rođen u Pitsburgu-Pensilvanija u malom predgrađu Alikvipa, od roditelja srpskog porekla, on je od najranijeg detinjstva svoju familiju i prijatelje oduševljavao svojim košarkaškim umećima. Njegov otac, Petar Maravič, koji je od bivšeg profesionalnog igrača postao košarkaški trener, počeo je Pita da upoznaje sa osnovama košarke još od Pitove sedme godine života. Pit je tada, potpuno opsednut košarkom, obično po čitave sate vežbao kontrolisanje lopte, razne trikove, dodavanja, „lažnjake“ kao i šuteve sa velike udaljenosti.

## Košarkaška karijera

### Srednja škola
Vežbanje se isplatilo kada se Pit pridružio prvotimcima srednjoškolskog košarkaškog tima kao osmi na listi. On je kao tinejdžer pohađao dve srednje škole, D. V. Daniel Haj Skul (engl. D. W. Daniel High School) u Južnoj Karolini i Broton Haj Skul (engl. Broughton High School) u Rejliju (engl. Raleigh) u Severnoj Karolini. Takođe, pohađao je i jednu pripremnu godinu u Edvard militeri institutu (engl. Edward Military Institute) u Salemburgu, Severna Karolina. Tokom tih godina koje je proveo u srednjim školama, dopao se univerzitetskim (koledž) skautima zbog svojih šuterskih sposobnosti, driblinga, dodavanja i skorom postignutih poena. Priča se da je Pit želeo da se upiše na Univerzitet Zapadne Virdžinije (engl. West Virginia University), ali mu je otac na to zapretio da ako ne potpiše za LSU ne treba više nikada ni da se vraća kući. I tako, 1966, Pit je zaista odlučio da se upiše na Državni univerzitet Luizijane - LSU (engl. Louisiana State University), i da igra za svoga oca, koji je tada bio novopostavljeni glavni trener univerzitetskog košarkaškog tima. Eto tu je Pištolj Pit (engl. Pistol Pete), sve sa svojim zaštitnim znakom-zarozanim soknama, postao legendaran. A jedan od njegovih klupskih drugova, Den Riči (engl. Daniel Wesley "Dan" Richey) kasnije će postati član predstavničkog doma države Luizijane, državni senator i politički savetnik.

### Univerzitet
Kada je prvi put izašao na košarkaški teren da odigra svoju brucošku (frešmen) utakmicu za LSU mnogo sveta se okupilo na tribinama da vide „oko čega je dizana tolika buka“. U to vreme, „brucoš“ nije mogao odmah da igra za prvu postavu. Na prvoj utakmcici Maravič je postigao 50 poena, napravio 11 asistencija i 11 skokova. LSU-ova brucoška ekipa je izgubila samo jednu utakmicu, dok je prvi univerzitetski tim izgubio tri utakmice.
Upečatljiv zbog svoje neuredne braon kose i zarozanih sivih sokni, Maravič je postigao više poena za Univerzitet nego bilo koji drugi igrač u istoriji. Za samo tri godine, igrajući za tim svoga oca na LSU, Maravič je postigao 3667 poena – 1138 poena 1968 godine, 1148 poena 1969 i 1381 poen 1970 ili prosečno 43,8 ; 44,2 i 44,5 poena po utakmici. U toku tih godina, „Pištolj Pit“ je postavio 11 NCAA rekorda i 34 rekorda Jugoistočne konferencije, a isto je oborio svaki LSU rekord u postignutim poenima, proseku postignutih poena, koševima iz igre u pokušaju kao i postignutim, i slobodnim bacanjima izvedenim kao i pogođenim. U svojoj studentskoj karijeri, ovaj 1,96 m visoki bek, imao je neverovatnih 44,2 prosečna poena po utakmici u 83 takmičenja i bio po broju pogodaka tri puta na čelu NCAA lige. On je takođe postavio i NCAA rekord tako što je postigao više od 50 poena na 28 utakmica. Tri puta je proglašen za Ol-Amerikena i još uvek drži mnoge od ovih rekorda, iako je od toga prošlo više od 40 godina. Ovde treba istaći da u njegovih 3667 poena nije uključeno 741 poen koji je postigao kao frešmen ili činjenicu da se u Maravičevo vreme igralo bez linije za tri poena.
Maravič je bio tri puta u prvom timu Ol-Amerikena i bio je proglašen za igrača godine u anketi lista „Sporting Njuz“ (engl. The Sporting News) za 1970 godinu, a takođe je primio i Nejsmitovu nagradu. On je postigao lični rekord od 69 poena na utakmici protiv Alabame odigranoj iste godine, i sakupio još mnoge druge nagrade i univerzitetske rekorde.
Maravič je zasijao na parketu i LSU je postepeno izlazio iz svoga dotadašnjeg sivila. U godini pre njegovog dolaska, univerzitetska ekipa je postigla 3-20 rekord, a u Pitovoj početničkoj sezoni učinak LSU-a je bio 20-8 i izborili su se za učešće u postsezonskom takmičenju.

### NBA
Nakon što je diplomirao na univerzitetu LSU 1970. godine, Maravič je izabran kao treći u prvoj rundi drafta NBA lige i odmah ušao u njenu istoriju kada je potpisao svoj prvi ugovor na 1,9 miliona dolara – bila je to jedna od najvećih plata u to vreme – kada je potpisao za Jastrebove iz Atlante (engl. Atlanta Hawks). Trebalo mu je ipak nešto malo vremena da uđe u početnu petorku sa prosečnih 23,2 poena po utakmici u njegovoj početničkoj-ruki sezoni. Nakon što je proveo četiri sezone u Atlanti, Maravič je trejdovan u Nju Orlins Džez (engl. New Orleans Jazz), gde je dostigao svoj vrhunac kao NBA šomen i superstar. Ušao je u Ol-NBA prvi tim 1976 i 77 godine kao i u drugi Ol-NBA tim 1973 i 78 godine. Bio je na čelu NBA lige po učinku 1977 sa ličnim rekordom od 31,1 poen po utakmici. Maravič je završio svoju karijeru u Juta Džezu (engl. Utah Jazz) i u Boston Seltiksima (engl. Boston Celtics) 1980. godine kada je jednu sezonu zajedno sa njim igrao i Leri Bird.
U deset NBA sezona, Maravič je bio pet puta član ol star tima, postigao je 15948 poena u 658 utakmica što čini u proseku 24,2 poena po utakmici (15. mesto svih vremena). Bio je vodeći u ligi sa postignutih 31,1 poen po utakmici 1977. Njegova NBA simultanka, sa eksplozijom od 68 poena, desila se protiv Njujork Niksa (engl. New York Knicks) 25. februara 1977. Takođe deli i rekord sa najviše postignutih slobodnih bacanja (14) u jednoj četvrtini.

## Kasniji život i smrt
Pošto ga je povreda noge prisilila da napusti košarku 1980, Maravič se prepustio usamljeničkom životu. Sve to vreme, kao što je jednom rekao, on je bio u potrazi za životom. Pokušavao je sa jogom i hinduizmom, što je on nazivao UF-ologijom, zatim vegetarijanizam ili fruitarijanizam (ishrana samo voćem) i konačno makrobiotika. Poneki put on bi nanovo prilazio hrišćanstvu. Petog januara 1988, dok je igrao pikap košarkašku utakmicu za Crkvu Nazarena u Pasadeni, Kalifornija, sa grupom u koju je bio uključen i njihov glavni vođa Džejms Dobson (Maravič je imao zakazano da se pojavi sa Dobsonom u njegovoj radio emisiji kasnije tog dana), on je doživeo kolaps i preminuo od srčanog udara u dobu kada je imao samo 40 godina. Autopsijom je otkriveno da je njegova smrt prouzrokovana srčanom manom koja ranije nikada nije bila dijagnostikovana. Naime utvrđeno je da je on rođen sa samo jednom koronarnom arterijom umesto uobičajene dve (nije imao levu koronarnu arteriju što je veoma retko stanje).

„On će ostati upamćen zauvek“, rekao je bivši LSU košarkaški trener Dejl Braun kada je čuo vest o Maravičevoj smrti: 
Kada god vidimo klinca sa razbarušenom kosom i spuštenim soknama, kako stoji na nekom poluzamračenom košarkaškom terenu i kako šutira loptu na koš, nakon što su svi ostali odavno otišli svojim kućama, mi ćemo se uvek setiti i pomisliti na Pita.

Godinama pre svoje smrti, u dobi od 23, Maravič je u razgovoru sa pensilvanijskim reporterom izjavio: 
Ne želim igrati u NBA ligi 10 godina, a da nakon toga umrem od srčanog udara kada budem imao 40 godina.

## Zaveštanje
Maravič je uveden u Košarkašku dvoranu slavnih (engl. Basketball Hall of Fame) 1987 godine. Bio je, i još uvek jeste, najmlađi igrač koji je doživeo ovu počast. Pit Maravič je snimio 1987 video seriju pod nazivom „Pištolj Pitov domaći zadatak iz košarke“. Serija sadrži četiri različita videa – svaki posebno za dodavanja, vođenje lopte, šutiranje i driblovanje. Video je osmišljen za ljude svih godišta koji žele da usavrše svoju košarkašku veštinu ili da vežbanjem od sebe načine jednog od najvećih košarkaša svih vremena.
U decembru 1987, samo jedan dan pre njegove smrti, Maraviču je dodeljena nagrada O'Rajli Ol-koledž Basketbal klasik (engl. O'Reilly All-College Basketball Classic) u Oklahoma Sitiju, Oklahoma. Nakon Maravičeve smrti, Guverner Luizijane, Badi Remer potpisao je proklamaciju kojom je košarkaški teren univerziteta LSU zvanično nazvan Pit Maravič asembli centar (engl. Pete Maravich Assembly Center)
U NBA 1996/97 sezoni on je proglašen jednim od 50 najboljih NBA igrača u istoriji i to na panelu sastavljenom od NBA istoričara, bivših igrača i trenera. Od igrača sa liste on je jedini bio pokojni. Njegova dva sina, Đeson i Džošua (engl. Jaeson and Joshua), primili su ovo priznanje u njegovo ime. U 2005 godini, ESPN je proglasio Maraviča najvećim univerzitetskim košarkašem svih vremena.

## Spoljašnje veze
- Zvanična „Basketball Hall of Fame“ biografija.
- Biografija Pita Maravića (Jackie Maravich).
- Moja glavna stranica Pištolj Pitovi najatraktivniji filmovi - centallo.
- Pištolj Pitovi najatraktivniji filmovi: NBA i NCAA.
- Pit Maravić Asembli Centar-Baton ruž, Luizijana.
- Velikan NBA srpskog porekla („Politika”, 4. januar 2018)